# Lochzahl
Die Lochzahl ist in der Elektrotechnik eine Hilfsgröße zur Berechnung von Magnetfeldern (und somit zur Ermittlung des Drehmomentes) elektrischer Maschinen, speziell Elektromotoren.
Richtung, Ausdehnung und Stärke des entstehenden Magnetfeldes (Feldkurve) hängen ab von der Art, in der die sie erzeugenden Spulen angeordnet und gewickelt sind. Die Lochzahl ist neben Polpaarzahl, Strangzahl und Permeabilitätskonstante eine der mathematischen Größen, die zum Zweck der Magnetfeldberechnung die Wicklungsanordnung beschreiben.
Als Lochzahl q bezeichnet man die Anzahl der Nuten N pro Polzahl (2 × Polpaarzahl p) und Strang m:
{\displaystyle q={N \over 2p\cdot m}}